# Даля Стасевська
Даля Стасевська (нар. 30 грудня 1984, Київ) — фінська диригентка українського походження, головна запрошена диригентка симфонічного оркестру ВВС і головна диригентка симфонічного оркестру Лахті; волонтерка, активно підтримує ЗСУ. 

## Життєпис
Народилася 30 грудня 1984 року в Києві (тодішній УРСР). Батько — українець Андрій Стасевський, відомий у Фінляндії художник та популяризатор українського художнього мистецтва, мама — фінка Мааріт Блумквіст. Невдовзі з батьками переїхала до Таллінна, а у 5-річному віці — до Фінляндії, де протягом року проживала у Гельсінкі, а згодом переїхала до Темпере. 
Навчалася гри на скрипці, згодом продовжила навчання по класу скрипки та композиції в консерваторії Тампере. Закінчила Академію імені Сібеліуса в Гельсінкі по класу скрипки та альта. З 20-ти років зацікавилась диригуванням та закінчила відповідний курс в Шведській королівській академії музики у 2012 році. 
З 2014 до 2016 року — асистентка диригента Пааво Ярві в Оркестрі Парижу. З 2015 року — запрошена диригентка симфонічного оркестру Лахті «Sinfonia Lahti». 
10 грудня 2018 року диригувала Стокгольмським Королівським оркестром на церемонії вручення Нобелівської премії. 
Активно підтримує Україну на мистецьких заходах : 
| Перед кожним концертом я роблю промову і граємо український гімн[6]. |

### Особисте життя
Одружена із Лаурі Порра — фінським музикантом, бас-гітаристом гурту Stratovarius, правнуком видатного композитора Яна Сібеліуса.

### Волонтерська діяльність
Активно підтримує Україну та ЗСУ. Придбала кілька автомобілів для потреб фронту. Ініціювала передачу в Україну кількох тисяч пар вовняних шкарпеток, які в'язали жителі Фінляндії.